# Chlaenius texanus
Chlaenius texanus är en skalbaggsart som beskrevs av Horn. Chlaenius texanus ingår i släktet Chlaenius och familjen jordlöpare. Inga underarter finns listade i Catalogue of Life.